# Métro de Kunming
Le métro de Kunming (en chinois : 昆明軌道交通) est l'un des systèmes de transport en commun de Kunming, capitale de la province du Yunnan, à l'Ouest de la république populaire de Chine.

## Histoire
Le réseau comporte 6 lignes depuis le 29 juin 2022.

## Liste des lignes
| Ligne               | Terminus                | Terminus              | Longueur totale en km | Stations | Ouverture |
|                     |                         |                       |                       |          |           |
|                     | South Ring Road         | University Town South | 34,3                  | 22       | 2013      |
| Gare de Kunming-Sud | South Ring Road         |                       | 34,3                  | 22       | 2013      |
|                     | North Bus Station       | South Ring Road       | 11,4                  | 14       | 2014      |
|                     | Western Hill Park       | East Bus Station      | 23,4                  | 20       | 2017      |
|                     | Jinchuan Road           | Gare de Kunming-Sud   | 43,4                  | 29       | 2020      |
|                     | World Horti-Expo Garden | Baofeng               | 26,5                  | 22       | 2022      |
|                     | East Bus Station        | Airport Center        | 25,3                  | 8        | 2012      |
|                     |                         |                       |                       |          |           |

### Ligne 4
En 2019, la partie incluse dans Kunming de la voie chemins de fer de l'Indochine et du Yunnan est détruite à Kunming, en raison de la construction de la ligne 4. Elle est ensuite reconstruite comme ligne touristique.

### Ligne 6
La ligne 6 ouvrit le 28 juin 2012. Il s'agit d'une ligne expresse longue de 18,18 km et reliant les futures autres lignes du réseau à l'aéroport international de Kunming. Elle compte quatre stations, mais les deux stations intermédiaires n'ouvriront qu'ultérieurement.